# 플레보폴더르

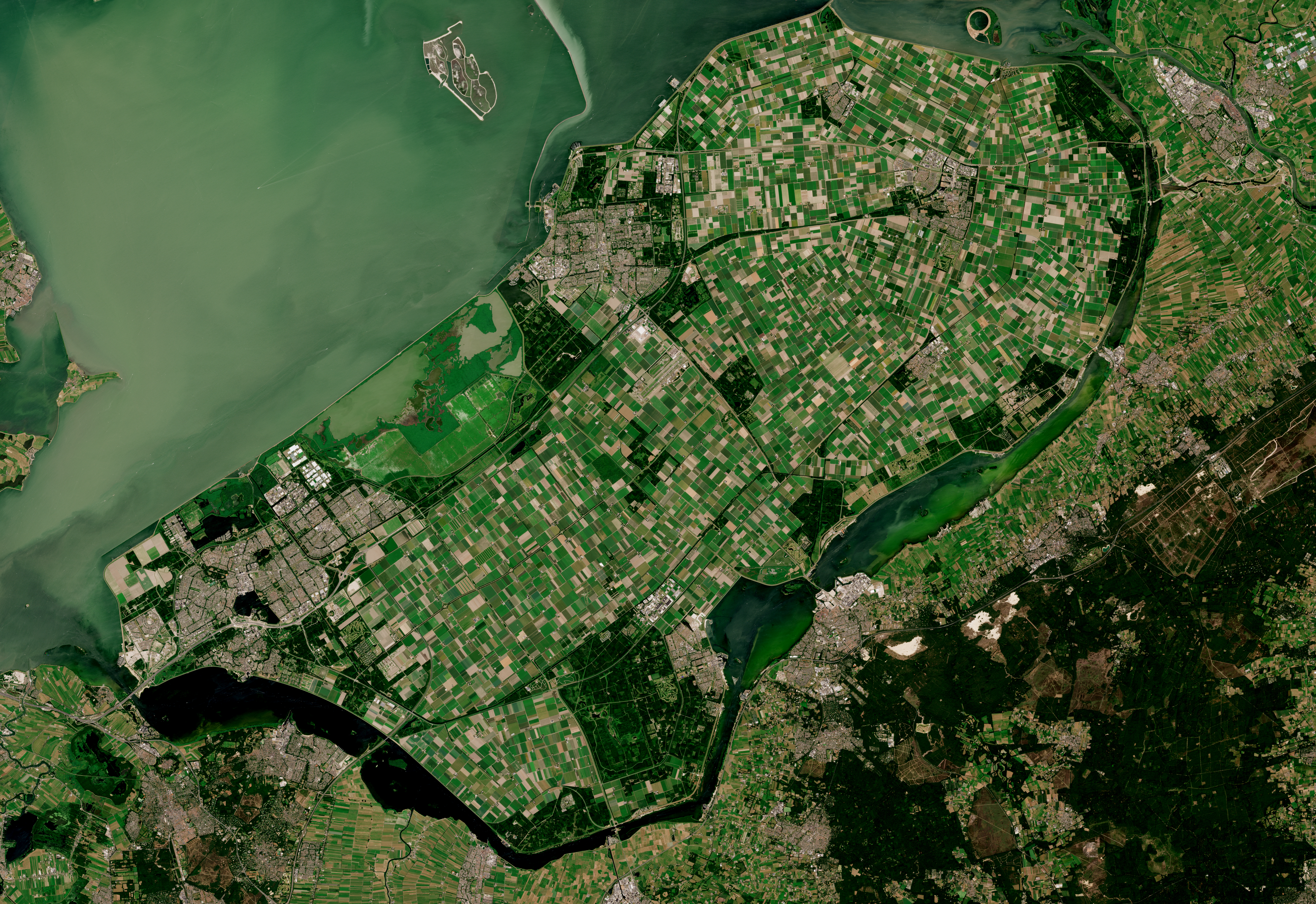

플레보폴더르(Flevopolder)는 플레볼란트주 서남부 지역을 말한다.

## 지역
- 드론턴
- 렐리스타트
- 알메러
- 제이볼더